# Rewas Tsomaia
Rewas Tsomaia (georgisch რევაზ ცომაია; * 9. Juni 1980 in Nischnekamsk, Sowjetunion) ist ein georgischer Eishockeyspieler, der seit 2014 bei den Grey Wolves Tbilisi in der georgischen Eishockeyliga spielt.

## Karriere
Rewas Tsomaia gab sein Debüt für die georgische Nationalmannschaft bei der Weltmeisterschaft der Division III 2015. Auch bei den Weltmeisterschaften 2016, 2017 und 2018 spielte er in der Division III. Dabei gelang 2018 der erstmalige Aufstieg in die Division II, in der er dann bei den Weltmeisterschaften 2019, 2022 und 2024, als er aber nicht zum Einsatz kam, spielte.
Im Juniorenbereich spielte Tsomaia bei Metallurg Atschinsk, für den er in der Spielzeit 1997/98 auch zwölf Spiele in der drittklassigen russischen Perwaja Liga absolvierte. Seit 2014 ist er für die Grey Wolves Tbilisi in der georgischen Eishockeyliga aktiv.

## Erfolge und Auszeichnungen
- 2018 Aufstieg in die Division II, Gruppe B, bei der Weltmeisterschaft der Division III
- 2024 Aufstieg in die Division II, Gruppe A, bei der Weltmeisterschaft der Division II, Gruppe B